# Kriowulkanizm

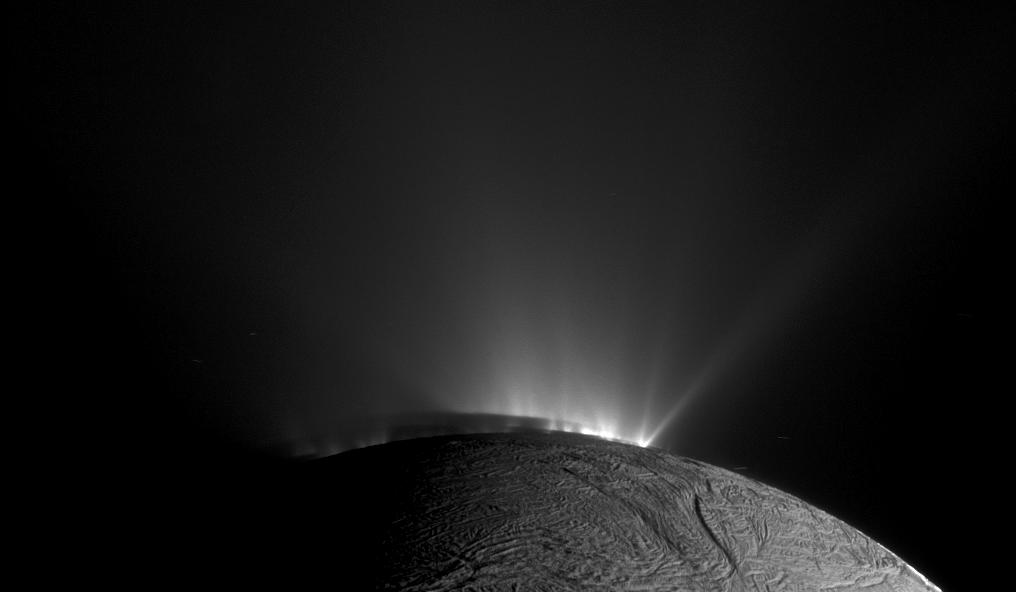
Erupcje kriowulkaniczne na Enceladusie

Kriowulkanizm – erupcja cieczy lub pary, złożonej z wody lub innych substancji, które są zamrożone w temperaturze panującej normalnie na powierzchni lodowego ciała niebieskiego. Termin ten obejmuje ogół procesów analogicznych do wulkanizmu, zachodzących na księżycach lodowych oraz na innych ciałach niebieskich o odpowiednim składzie i dostatecznie niskiej temperaturze, w szczególności obiektach transneptunowych.
Kriowulkan jest to zatem wulkan, który zamiast stopionej skały wyrzuca materiał kriogeniczny, tzw. kriolawę – jest to mieszanina takich cieczy jak woda, płynny amoniak lub metan z możliwym dodatkiem substancji stałych.

## Dowody obserwacyjne
Na powierzchniach lodowych księżyców krążących wokół planet-olbrzymów występują obszary pokryte przez zamrożone wypływy z wnętrza. Choć próbki powierzchni tych ciał nie zostały dotąd zbadane laboratoryjnie, obserwacje spektroskopowe sond kosmicznych wskazują, że są bogate w wodę. Pewne twory na powierzchniach Europy i Ganimedesa, księżyców Jowisza, mogły powstać w wyniku wypływu stopionej wody z głębi skorupy. Kriowulkanizm może odpowiadać za odmłodzenie powierzchni niektórych innych księżyców, w tym Dione, Tetydy i Rei w układzie Saturna, oraz Mirandy, Ariela i Tytanii krążących wokół Urana.

### Tryton

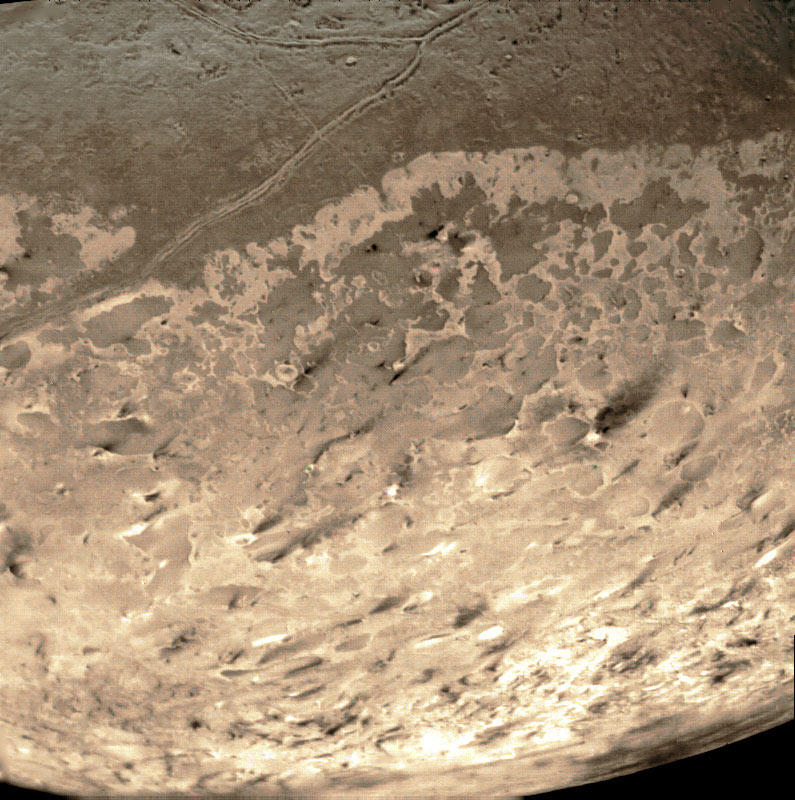
Ciemne smugi na powierzchni Trytona tworzy najprawdopodobniej opad z erupcji kriowulkanicznych

Na powierzchni Trytona, największego księżyca Neptuna, w 1989 sonda Voyager 2 zaobserwowała struktury interpretowane jako pokrywy kriowulkaniczne, stożki i zapadliska ciągnące się wzdłuż grzbietów. Zdjęcia Trytona ujawniły także słupy materii, gazu i pyłu wyrzucanego ponad powierzchnię na wysokość do 8 km. Źródłem energii może być światło słoneczne, przenikające przez przezroczysty lód azotowy i ogrzewające leżące niżej warstwy (efekt cieplarniany), bądź wewnętrzne źródło ciepła, np. związane z konwekcją termiczną w lodzie.

### Enceladus

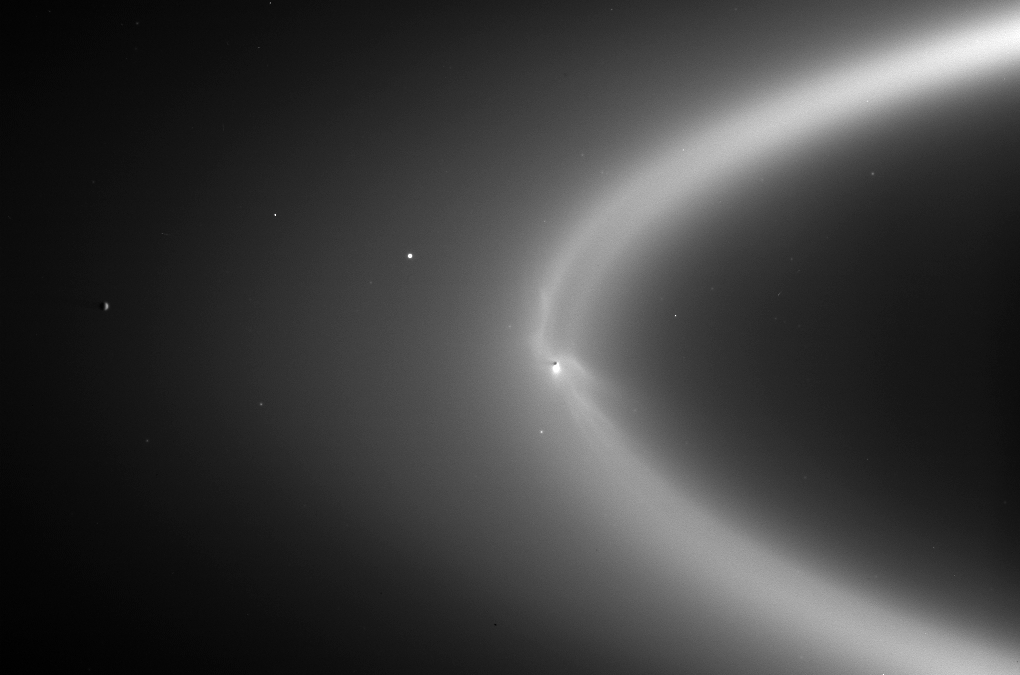
Enceladus (czarny punkt blisko środka zdjęcia) zasila materią pierścień E Saturna, który bez tego zaniknąłby, opadając na planetę

Enceladus jest niewielkim księżycem Saturna, który wykazuje bezsprzeczną współczesną aktywność kriowulkaniczną. Obserwacje misji Cassini ukazały pióropusze materii wyrzucanej przez kriowulkany w pobliżu południowego bieguna tego księżyca i wykazały istnienie tam relatywnie wysokich temperatur. Strumień ciepła w okolicach bieguna Enceladusa około dwudziestokrotnie przekracza współczesną produkcję ciepła przez naturalne izotopy promieniotwórcze i najprawdopodobniej wynika z działania sił pływowych planety, podtrzymywanych przez rezonans orbitalny z Dione. Pomiary sondy Cassini wskazały, że pióropusze materii kriowulkanicznej tworzy w 90–94% para wodna, około 5% stanowi dwutlenek węgla, a reszta to głównie metan i amoniak; obecne są także związki organiczne, dwutlenek siarki i argon, być może także azot. Enceladus wyrzuca około 200 kg materii na sekundę, a obszar kriowulkaniczny wokół bieguna południowego jest zapadnięty o 500 m względem średniego promienia księżyca.

### Tytan

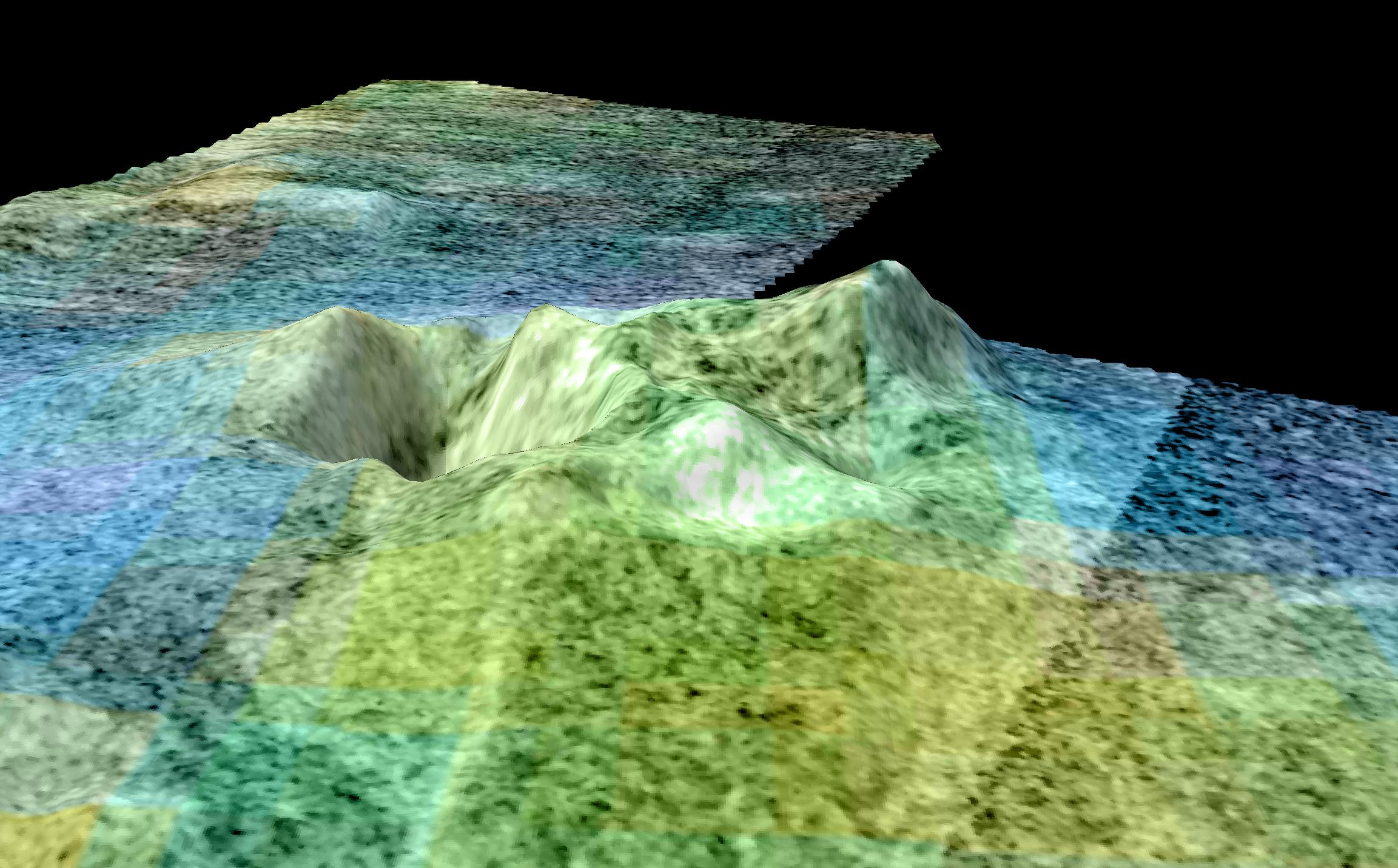
Potencjalny kriowulkan Sotra Patera na Tytanie (dziesięciokrotne przewyższenie)

Istnieją pośrednie dowody, że procesy kriowulkaniczne zachodzą lub zachodziły także na powierzchni Tytana, największego księżyca Saturna. Wskazane zostały potencjalne kriowulkany i pokrywy erupcyjne, niemniej do 2015 nie stwierdzono żadnej erupcji. Obliczenia teoretyczne wskazują, że kriowulkanizm jest prawdopodobnym źródłem metanu w atmosferze Tytana; wskutek zachodzących w niej procesów chemicznych zawartość tego gazu w atmosferze maleje i nie może on być jej pierwotnym składnikiem. Za najbardziej prawdopodobny kriowulkan na Tytanie uważana jest Sotra Patera, depresja o głębokości 1,7 km, nad którą wznosi się jedna z najwyższych gór Tytana, Doom Mons o wysokości 1,45 km. Sotra Patera może być kalderą.

### Europa
Obserwacje teleskopu Hubble’a w ultrafiolecie z 2013 roku sugerują okresowe pojawianie się pióropuszy pary wodnej nad południowym biegunem Europy krążącej wokół Jowisza. Wyrzucona materia nie opuszcza księżyca, lecz opada po osiągnięciu wysokości ok. 200 km, co może pozostawiać identyfikowalne ślady na powierzchni.

### Obiekty transneptunowe
Pluton, największy obiekt Pasa Kuipera był obserwowany w 2015 roku przez sondę kosmiczną New Horizons. Powierzchnia okazała się być niespodziewanie geologicznie młoda. Odkryte zostały dwie góry z zagłębieniami u szczytu, które mogą być kriowulkanami.

### Ceres

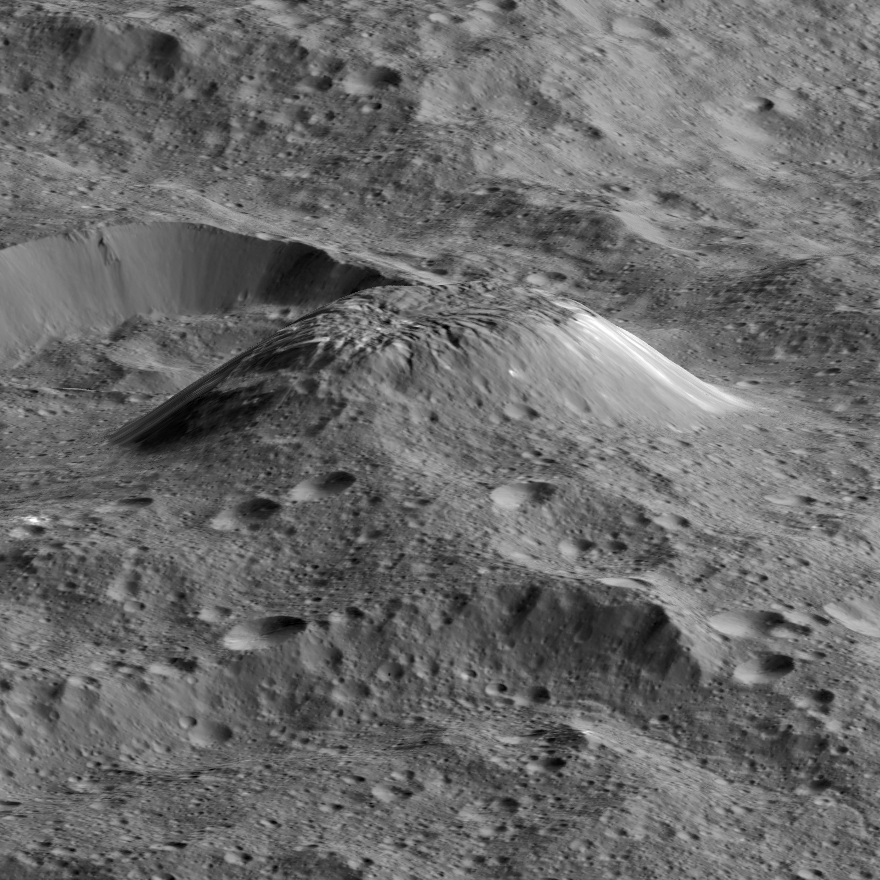
Ahuna Mons, najwyższa góra na Ceres

Ceres, największy obiekt pasa planetoid był obserwowany w latach 2015–2016 przez sondę kosmiczną Dawn. Jest to obiekt pośredni pomiędzy ciałami skalnymi a lodowymi, także wulkanizm na nim wykazuje cechy pośrednie. Samotna góra Ahuna Mons jest uznawana za kopułę kriowulkaniczną, uformowaną przez nieeksplozywne erupcje słonej wody i mułu. Jest ona geologicznie stosunkowo młoda, powstała w ciągu ostatniego miliarda lat.

## Cechy kriowulkanizmu
Czysta woda ma wysoką temperaturę topnienia w stosunku do temperatur spotykanych na ciałach lodowych, a ponadto gęstość stopu (kriomagmy) jest większa niż gęstość ciała stałego (lodu), co utrudnia wypływanie na powierzchnię. Jest to podstawowa różnica pomiędzy kriowulkanizmem a wulkanizmem krzemianowym znanym z Ziemi i innych planet wewnętrznych oraz księżyca Io. Niemniej kriomagma może zawierać rozpuszczone substancje lotne, które wydzielają się, tworząc pęcherzyki, i obniżają średnią gęstość stopu. Erupcja może też wiązać się z różnicami ciśnienia wywołanymi np. przez efekty pływowe, topografię lub zamarzanie. Lokalnie domieszki mogą także zwiększać gęstość skorupy, ułatwiając wypływ. Wyrzucany podczas erupcji płyn równocześnie zamarza i wrze, gdyż warunki termodynamiczne w zewnętrznej części Układu Słonecznego czynią fazę ciekłą niestabilną. Jeśli w wyrzucanej materii dominuje para, pióropusz materii rozprzestrzenia się nad powierzchnią, a cząstki o dostatecznie dużej energii mogą opuścić obszar grawitacyjnej dominacji ciała. Ma to miejsce na Enceladusie, zasilając pierścień E.